# Capeta tridens
Capeta tridens – gatunek pająka z rodziny skakunowatych i podrodziny Salticinae.

## Taksonomia
Gatunek ten opisany został po raz pierwszy w 2005 roku przez Gustava R.S. Ruiza i Antônia D. Brescovita na łamach „Revista Brasileira de Zoologia”. Jako lokalizację typową wskazano Parque do Abaeté w Salvadorze w brazylijskim stanie Bahia.

## Morfologia
Samce osiągają od 3,7 do 4,65 mm długości ciała i od 2,2 do 2,5 mm długości karapaksu, a samice od 3,7 do 4,8 mm długości ciała i od 1,9 do 2,1 mm długości karapaksu.
Karapaks jest wysoki; u samca żółty, po bokach brązowo upstrzony, w części głowowej z czarnymi obwódkami wokół oczu, a w części tułowiowej z ciemnobrązowym pasem wzdłuż środka grzbietu; u samicy beżowo upstrzony i z parą podłużnych, ciemnych pasów sięgających od części głowowej do tylnej krawędzi prosomy. Równolegle ustawione, żółte  z brązowymi częściami odsiebnymi szczękoczułki mają na przedniej krawędzi bruzdy pięć zębów u samca, a cztery u samicy. Na prostokątnych płytkach szczękowych brak jest wyrostków.  Barwa nogogłaszczków, wargi dolnej, szczęk oraz sternum jest żółta. Odnóża są żółte, u samca z drobnym brązowym nakrapianiem oraz brązowym znakiem pośrodku przednio-bocznej powierzchni ud ostatniej pary. Opistosoma (odwłok) samca jest wydłużona, bladokremowa, po bokach i od spodu upstrzona, z wierzchu z parą brązowych kropek na przedzie i trzema brązowymi szewronami w tyle, w przedniej połowie strony grzbietowej silniej zesklerotyzowana. Opistosoma samicy jest z wierzchu jasnobrązowa, marmurkowana, od spodu zaś bladokremowa. Wszystkie kądziołki przędne są brązowe.
Genitalia samicy cechują się płytką płciową o pojedynczym, dużym, poprzecznym przedsionku i szerokim, dłuższym niż u C. cachimbo wyrostku na tylnej krawędzi oraz wulwą o poskręcanych przewodach kopulacyjnych i wydłużonych spermatekach. Od C. cachimbo różni je także brak gruczołów palcowatych. Nogogłaszczki samca mają bardzo długą, zesklerotyzowaną i zaostrzoną apofizę retrolateralną goleni, wykształcony wyrostek wentralny goleni, wydłużone w części odsiebnej cymbium, małe, kubkowate tegulum oraz chudszy niż u C. cachimbo, prosty z wyrostkiem u nasady i haczykowatym wierzchołkiem embolus.

## Rozprzestrzenienie
Gatunek neotropikalny, południowoamerykański, endemiczny dla stanu Bahia w Brazylii.